# Paralimnophila serraticornis
Paralimnophila serraticornis är en tvåvingeart som först beskrevs av Alexander 1923.  Paralimnophila serraticornis ingår i släktet Paralimnophila och familjen småharkrankar. Inga underarter finns listade i Catalogue of Life.